# Николаос Никламбас
Николаос Никламбас (на гръцки: Νικόλαος Νικλάμπας) е гръцки военен, полковник и революционер, капитан на Гръцката въоръжена пропаганда в Македония в началото на XX век.

## Биография
В началото на XX век се включва в гръцката въоръжена пропаганда в Македония като капитан от първи ред. Става военен и достига чин полковник. След пенсионирането си оглавява крайната гръцка националсоциалистическа организация „Железен мир“, която се появява през юли 1931 година. Организацията не придобива политическа значимост, а Никламбас е арестуван в 1934 година заради неуспешен опит за държавен преврат. Николаос Никламбас умира от глад по време на тежката зима 1941 – 1942 година.